# Modo Avión
Modo Avión es una película de comedia brasileña dirigida por César Rodrigues a partir de un guion de Alberto Bremer y escrita por Renato Fagundes y Alice Name-Bomtempo. Está protagonizada por Larissa Manoela, Erasmo Carlos, Katiuscia Canoro, André Frambach y Dani Ornellas.

## Sinopsis
Ana es una joven de 17 años y una influencer digital. Un día despierta normal como todos los días, como es influencer va al baño se arregla y hace un live con sus seguidores; entra la mamá y Ana le dice que se vaya para afuera porque estaba haciendo el video, luego sale de su cuarto bien vestida y se va porque le hablaron que estaba llegando tarde. Ya habían sido varias veces que chocaba el auto y su papá salió y le dijo que usara el auto con cuidado y que no usara el celular cuando manejaba porque iba a chocar otra vez. Sus padres le dijeron que se alejara de su celular pero ella no quiso. Un día, como castigo, por tener un accidente de auto mientras hablaba por teléfono, los padres la envían a la casa de su abuelo en el campo, sin señal de teléfono. Allí empieza a conocer más a su abuelo, a quien por problemas familiares entre sus padres, nunca lo había podido conocer. También conoce a Joao, un joven de quien se hace amigo. El abuelo le cuenta a Ana sobre su abuela fallecida y su pasado como costurera, lo cual la inspira a que empiece a diseñar sus propios modelos. Carola, la editora de moda para quien Ana trabaja, va a buscarla al campo para que regrese, pero en un descuido de Ana, Carola roba los dibujos de sus diseños. Los padres de Ana le levantan el castigo y ella vuelve a la ciudad, pero se entera de la traición de Carola. Es ahí cuando deberán actuar en conjunto con su familia y desenmascararla ante el público.

## Reparto
- Larissa Manoela como Ana.
- Katiuscia Canoro como Carola.
- Erasmo Carlos como Germano.
- André Luiz Frambach como João.
- Dani Ornellas como Antônia.
- Nayobe Nzainab como Julia.
- Eike Duarte como Gil.
- Michel Bercovitch como Inacio.
- Mariana Amâncio como Rebeca.

## Producción
En abril de 2019, se anunció durante el evento Rio2C (Rio Creative Conference) 2019 que Netflix y el estudio de animación Copa Studio produciría su primera película de comedia brasileña protagonizada por Larissa Manoela. En julio de 2019, se anunció que Erasmo Carlos, Katiuscia Canoro, André Frambach y Dani Ornellas se unieron al elenco de la película.